# 念法眞教
| 念法眞教      | 念法眞教                                     |
| ------------- | -------------------------------------------- |
| 開祖：        | 小倉霊現（親先生）                           |
| 当代燈主：    | 桶屋良祐                                     |
| 成立年月日：  | 1925年（大正14年）                           |
| 本部所在地：  | 大阪府大阪市鶴見区                           |
| 信者：        | 公称約38.7万人 ※文化庁『宗教年鑑 令和6年版』 |
| ウェブサイト: | 念法眞教                                     |

念法眞教（ねんぽうしんきょう）は、日本の仏教系の新宗教。1925年（大正14年）に小倉霊現によって立教された。

## 概要
小倉霊現は、河内木綿を扱う商家に生まれたが、出生前に父が死去し祖父母に育てられた。しかし祖父と祖母も相次いで死去したため小学4年で中退、鍛冶屋や乾物屋で丁稚奉公の後、20歳で兵役に就いた。
除隊後に乾物屋を暖簾分けされ結婚もしたが、招集された第一次世界大戦で親友が戦死、出征中に家業を乗っ取られる、また自身の病気、長男の病死など、立て続けに起きた不幸に悩み、樋口セイ（近所に住んでいた霊媒師。同教団では霊生院と称す）に帰依し、心霊現象に傾倒した。
1925年（大正14年）8月3日に阿弥陀如来から託宣（同教団は「ご霊告」と表現し同日付で立教とする）を受け、大峰山で修験道修行の後、1928年（昭和3年）に「神仏心霊感応会」を発会し、四天王寺前に道場を設立。1931年（昭和6年）に機関紙『鶯乃聲』を創刊、戦時下の新体制運動・翼賛思想を鼓舞して教勢を拡大した。
教義に見える「世の立て直し」等の語句から、同時代に出口王仁三郎（大本）より少なくない影響も察せられるが、体制迎合的な姿勢において正反対とも言える。
1939年（昭和14年）に天台宗傘下に納まり『金剛教会』に改称したが、戦後の新宗教ブームの追い風を受け、1947年（昭和22年）に『小倉山金剛寺』の名で独立、1952年（昭和27年）には現教団名の『念法眞教』に改め、宗教法人格を取得した。
小倉霊現は常に戦闘帽を被っていた。
大阪市鶴見区の総本山金剛寺（教団本部）以下、各地に念法寺および教会を置き、独特のお練り行列で注目される。1971年（昭和46年）より民放ラジオ局にて布教番組『心のいこい』を放送し、教典である『念法法語集』などの内容を紹介・布教活動なども行っている。1973年（昭和48年）、全日本仏教会に加盟。
1982年（昭和57年）に初代小倉霊現没。次男の由貴夫（良現）が二代燈主に就任し、小倉霊現を襲名した。2001年（平成13年）に二代目小倉霊現が没し、生前に後継指名されていた稲山霊芳が三代燈主に就いたが、三代目小倉霊現は名乗っていない。初代からの路線を継承して保守的な政治運動を活発に行い、機関紙に教育勅語の原文と口語訳を連載するなどしている他、日本会議で代表会員をつとめる信徒がいる。
2017年（平成29年）3月5日、教団は桶屋良祐教務総長を四代燈主に任命し、4月1日付で桶屋教務総長が三代燈主代行者に就任すると発表した。2018年（平成30年）6月17日、三代燈主・稲山霊芳が死去し、桶屋良祐が四代燈主に就任した。
『宗教年鑑　令和6年版』における信者数は約38.7万人。

## 歴代教主
念法眞教では教主のことを「燈主」と呼称している。
| 代   | 氏名     | 就任年 | 退任年 |
| ---- | -------- | ------ | ------ |
| 初代 | 小倉霊現 | 1925年 | 1982年 |
| 2    | 小倉良現 | 1982年 | 2001年 |
| 3    | 稲山霊芳 | 2001年 | 2018年 |
| 4    | 桶屋良祐 | 2018年 | 現在   |

## 政治傾向
愛郷心に立脚しながら、国土防衛と反共を強く説く。機関紙「念法時報」の毎号の巻頭には、「教団を愛するとは、人を愛し、国を愛することである」等の「聖語」がある。機関紙や月刊誌「鶯乃声」には保守論客・産経知識人の投稿・転載が多く掲載されている。
その他、育鵬社教科書採択運動のための「教科書改善と特別基金」の募金に協力している。
上杉聡は、過去に実施された日本会議のイベントの受付では、念法真教を含む各種宗教団体別の受付窓口が設けられており、「参加者を組織動員したこともあることがうかがえる」としている。

## 主な施設
- 金剛寺 - 総本山。
- 念法幼稚園